# Burg Fürstenberg (Lichtenfels)
Die Burg Fürstenberg ist eine abgegangene Burg in der Gemarkung von Fürstenberg, einer einst selbstständigen Stadt und einem heutigen Stadtteil von Lichtenfels im nordhessischen Landkreis Waldeck-Frankenberg.
Bauliche Reste existieren nicht, und ihre genaue Lage ist nicht mehr bekannt, wird aber zwischen der Kirche und dem ehemaligen Pfarrhaus am Westrand des Ortes vermutet. Ebenso unbekannt ist der Zeitpunkt ihrer Aufgabe oder Zerstörung. Möglicherweise wurde sie zu Beginn des 17. Jahrhunderts im Verlauf der Prozesse und Kämpfe zwischen den Erzbischöfen von Köln als Herzögen von Westfalen und den Grafen von Waldeck um mehrere im Amt Lichtenfels gelegene Orte zerstört, als auch die nur wenige Kilometer entfernte Burg Lichtenfels ein Opfer dieser Auseinandersetzungen wurde.

## Geschichte
Die kleine Burganlage wurde vermutlich im frühen 13. Jahrhundert errichtet, im Auftrag der 1220 gefürsteten und expansive Territorialpolitik betreibenden Abtei Corvey. Dies mag etwa gleichzeitig mit der ersten Wiederherstellung der benachbarten Burg Lichtenfels durch Fürstabt Hermann I. in der Zeit zwischen 1223 und 1230 erfolgt sein, aber Details zur Baugeschichte sind nicht überliefert. Die Anlage diente wohl zur Sicherung corveyschen Besitzes in der Umgebung und war durch Ministeriale oder Lehnsmannen besetzt.
Die urkundliche Ersterwähnung im Jahre 1267 bestätigt die Übertragung eines Burglehens in Fürstenberg an Regenhard (Reinhard I.) von Itter durch den von 1223 bis 1253 amtierenden Abt Hermann I., Im gleichen Jahr musste die Abtei nach einer Fehde allerdings die Burg, ebenso wie die Burg Lichtenfels und die kleine, von Corvey gegründete Stadt Sachsenberg, an die Grafen von Waldeck verpfänden, die diesen Besitz auch in dem ab 1277 ausgetragenen Kampf zwischen Corvey und dem Kölner Erzbischof Siegfried einerseits und dem Grafen Otto I. von Waldeck und dessen Schwiegervater, dem Landgrafen Heinrich I. von Hessen, andererseits behaupten konnten und die Abtei schließlich ganz aus diesen drei Orten verdrängten. 1297 sah Corvey sich gezwungen, alle Ansprüche auf diese Orte aufzugeben. Zwar versuchte die Fürstabtei 1321 noch ein letztes Mal, ihre dortigen Rechte wiederzugewinnen, aber die angerufenen Schlichter, Graf Heinrich von Schwalenberg und Gottschalk von Padberg, entschieden in allen Punkten zu Gunsten des Grafen Heinrich IV. von Waldeck.
Im Oktober 1388 verpfändeten Graf Heinrich VI. und sein Sohn Adolf, unter Vorbehalt des Wiederkaufsrechts, die Burg und die Stadt Fürstenberg, sowie den Zoll zu Sachsenberg und das Dorf Berndorf, für 1000 Gulden an Broseke (Ambrosius) von Viermund zu Nordenbeck. Graf Heinrich VII. öffnete die Burg Fürstenberg 1418 dem Erzbischof Johann II. von Mainz, mit dessen Nichte er verheiratet war. Im Juli des gleichen Jahres verpfändete er, ebenfalls unter dem Vorbehalt der Wiedereinlösung, die Burg Fürstenberg, ausgenommen das dortige Freigericht, und die Wüstung Heigermark bei Wellen an die Brüder Otto und Lotze von Wildungen und Lotzes Sohn Ludwig. Jost von Wildungen, der offensichtlich die Hälfte dieses Pfands von seinen Vettern übernommen hatte, bezeugte im März 1530, dass Graf Philipp III. die Hälfte der Burg Fürstenberg und der Heigermark für 300 Gulden wieder eingelöst habe und ihm den Besitz der andern Hälfte der Heigermark bis zu ihrem Rückkauf garantiere.
Spätestens ab 1466 besaßen die Herren von Eppe das waldecksche Burglehen zu Fürstenberg. Dies war unabhängig von Verpfändungen und Belehnungen. So wurde Kurt (Konrad IV.) von Viermund im Jahre 1472 mit Burg, Stadt, Freistuhl und Gericht Fürstenberg belehnt, wobei er und der Rat der Stadt Fürstenberg sich verpflichteten, Burg und Stadt den Grafen Wolrad I. und Philipp I. von Waldeck stets offen zu halten. Im Februar 1518 belehnte Graf Philipp II. seinen Rat, den Landsassen Friedrich von Twiste mit der Stadt und Burg Fürstenberg; dies geschah auf Antrag des Ambrosius I. von Viermund zu Neersen, Sohn Konrads IV. von Viermund, der dem Friedrich von Twiste die Stadt verkauft hatte.  Noch im Jahre 1706 erneuerte
Graf Friedrich Anton Ulrich diese Belehnung, als er Leopold Friedrich von Twiste und dessen Brüder Johann Friedrich und Friedrich Alban, Söhne des verstorbenen Philipp Kurt von Twiste, mit Fürstenberg, dem Freistuhl und dem Gericht daselbst belehnte.
Als das Geschlecht der Herren von Eppe 1785 im Mannesstamm erlosch, belehnte Fürst Friedrich seinen Regierungspräsidenten Friedrich Ludwig Wieprecht von Zerbst mit dem Burglehen zu Fürstenberg, was aus dem Lehn-Burggut zu Fürstenberg bestand. Nach Zerbsts Tod im Jahre 1814 belehnte Fürst Georg II. dessen Sohn Ludwig von Zerbst damit, der auch noch 1834 als Inhaber des Burgguts beurkundet war.